# Carpineto Sinello

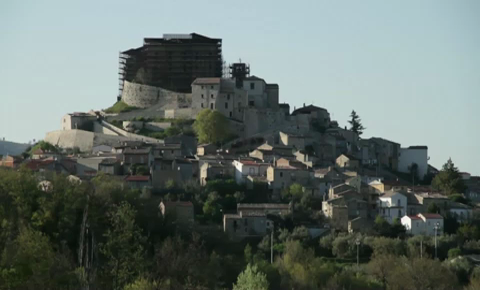
Castello Ducale

Carpineto Sinello ist eine italienische Gemeinde mit 498 Einwohnern in der Provinz Chieti in den Abruzzen. Sie liegt etwa 46,5 Kilometer südöstlich von Chieti am Sinello und gehört zur Comunità montana Medio Vastese.

## Weinbau
In der Gemeinde werden Reben der Sorte Montepulciano für den DOC-Wein Montepulciano d’Abruzzo angebaut.